# Lithophyllum mutabile
Lithophyllum  mutabile M. Lemonie, 1929  é o nome botânico  de uma espécie de algas vermelhas pluricelulares do gênero Lithophyllum, família Corallinaceae.
- São algas marinhas encontradas nas Ilhas Galápagos.

## Sinonímia
- Não apresenta sinônimos.